# Methylothermaceae
Famille
Les Methylothermaceae forment une des deux familles de l'ordre Methylococcales. Ce sont des bactéries Gram négatives de la classe des Gammaproteobacteria.

## Taxonomie

### Étymologie
L'étymologie de cette famille Methylothermaceae est la suivante : Me.thy’lo.ther.ma’ce.a.e N.L. masc. n. Methylothermus, le genre type de cette famille; L. fem. pl. n. suff. -aceae, suffixe pour définir une famille; N.L. fem. pl. n. Methylothermaceae, la famille des Methylothermus,.

## Liste des genres
Selon LPSN (9 novembre 2022), la famille Methylothermaceae comporte 3 genres publiés de manière valide :
- Methylohalobius Heyer et al. 2005
- Methylomarinovum Hirayama et al. 2014
- Methylothermus Hirayama et al. 2019, genre type de la famille